# Læsø
Læsø est une île ainsi que la commune du Danemark qui en épouse le territoire. L’île, d’une superficie de 118 km2, se situe dans le Cattégat, et hébergeait 1 806 habitants en 2019.

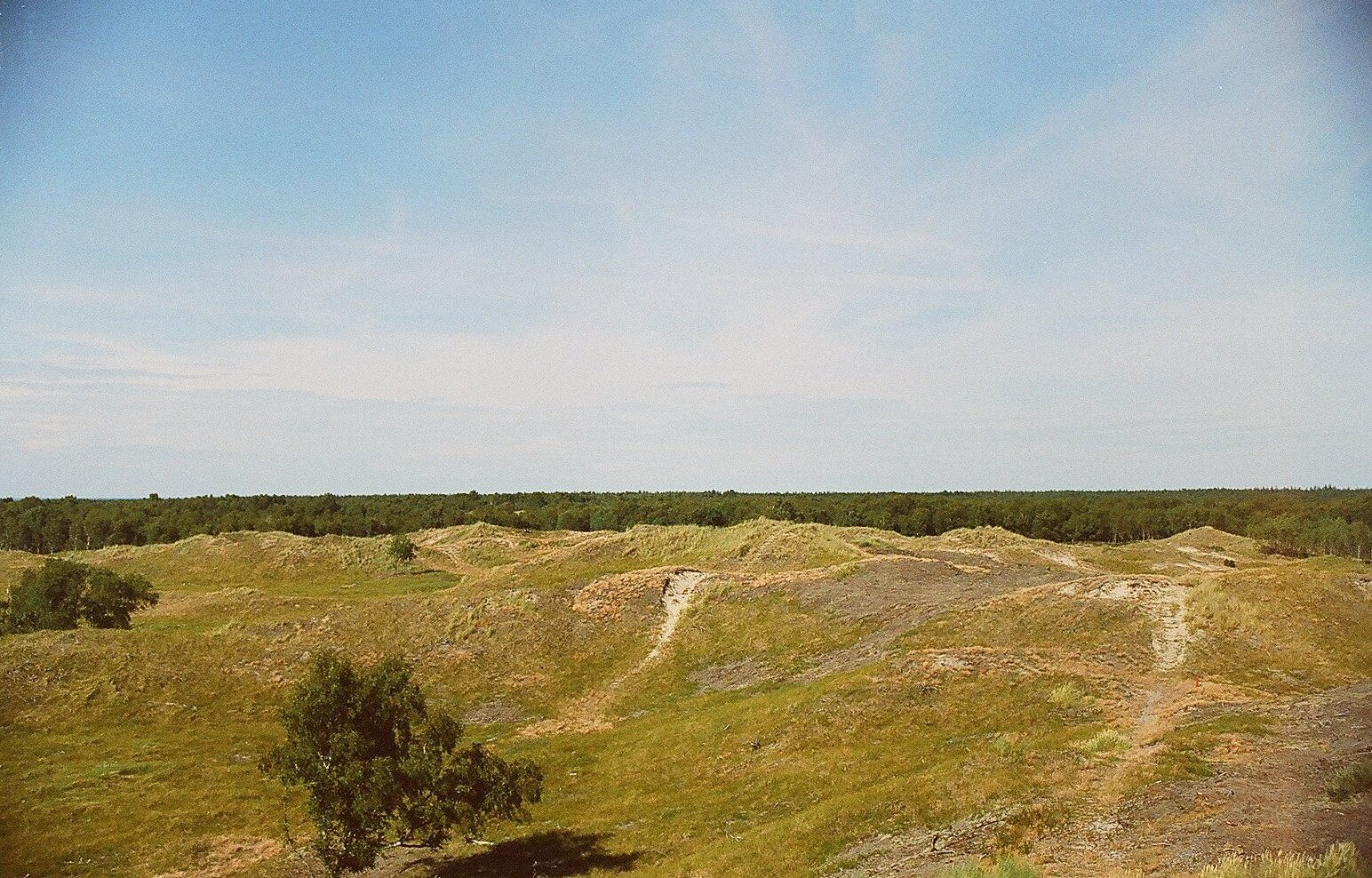
Højsande sur l'île Læsø.

Les maisons à colombages étaient traditionnellement recouvertes d'algues marines.
Le site est désigné site Ramsar depuis le 2 septembre 1977.

## Politique

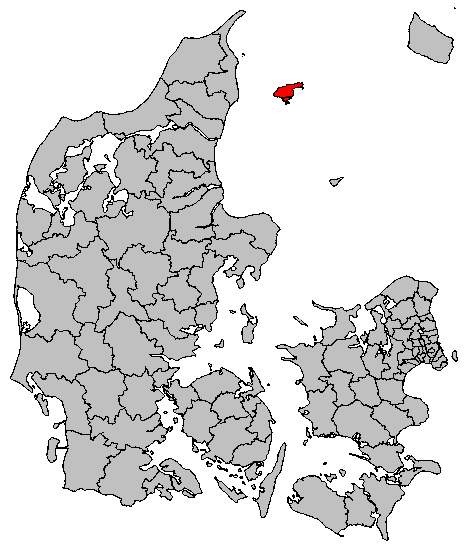
La commune de Læsø

L’île est restée une commune séparée lors de la réforme communale de 2007, se voyant seulement rattachée de l’amt du Jutland du Nord à la région prenant le même nom.
La commune est jumelée avec Sotenäs, en Suède.
| Période          | Période          | Identité               | Étiquette  | Qualité |
| ---------------- | ---------------- | ---------------------- | ---------- | ------- |
| 1er janvier 2007 | 31 décembre 2009 | Olav Juul Gaarn Larsen | Venstre    |         |
| 1er janvier 2010 | En cours         | Thomas W. Olsen        | Læsølisten |         |

### Élection 2007–2009
| Parti/liste            | Voix | Sièges |
| ---------------------- | ---- | ------ |
| Parti social-démocrate | 255  | 2      |
| Læsø Borgerliste       | 337  | 2      |
| Læsø Borgerliste       | 37   | 0      |
| Venstre                | 408  | 3      |
| Øens Liste             | 287  | 2      |

### Élection 2010–2013
| Parti/liste                       | Voix | Sièges |
| --------------------------------- | ---- | ------ |
| Parti social-démocrate            | 304  | 2      |
| Læsø Fremtid                      | 86   | 0      |
| Parti socialiste populaire danois | 177  | 1      |
| Læsø Borgerliste                  | 115  | 1      |
| Læsø Listen                       | 350  | 3      |
| Parti populaire danois            | 77   | 0      |
| Venstre                           | 222  | 2      |